# Forda auralenta
Forda auralenta är en insektsart som beskrevs av Zhang, G.-x. och Ge-Xia Qiao 1998. Forda auralenta ingår i släktet Forda och familjen långrörsbladlöss. Inga underarter finns listade i Catalogue of Life.